# Jacob Schopf
Jacob Schopf, né le 8 juin 1999 à Berlin, est un kayakiste allemand pratiquant la course en ligne dans les compétitions internationales séniors à partir de 2018.
Dans la vie civile, il est soldat de l'armée allemande avec le grade de sergent depuis le 1er septembre 2018, comme sportif de haut niveau. Il suit en 2018 à l'université Humboldt une licence sur le sport et la géographie pour devenir enseignant puis à partir de 2020 à l'Université de Potsdam.

## Carrière
Pour ses premières compétitions internationales juniors, il échoue au pied du podium aux mondiaux juniors de 2015 à Montemor-o-Velho en K4 puis il remporte un premier titre en 2016 aux championnats du monde de Minsk en K1 1000m et une cinquième place en K4-1000m. L'année suivante à Pitești, Schopf est médaillé d'or junior en K1-1000m et K4 500m. En 2018, Schopf rejoint l'équipe séniors sans intégrer l'équipe nationale des moins de 23 ans.
Dès ses premiers championnats du monde en 2018, il est sacré sur la distance du kilomètre avec ses compatriotes Gecső, Thordsen et Reuschenbach. L'année suivante, il commence à faire équipe avec Max Hoff, kayakiste vétéran de 17 ans son ainé. Ils remportent le titre aux Championnats du monde à Szeged et aux Jeux européens à Minsk .
Il participe aux championnats d'Europe en juin 2021 en décrochant un titre sur K-2 1000 m et le bronze sur K-2 500 m.
Aux Jeux Olympiques de 2020 à Tokyo, la paire Schopf/Hoff concoure en kayak biplace sur 1000 mètres où ils franchissent la ligne en deuxième position dans une finale remportée par les Australiens van der Westhuyzen et Green.

## Palmarès

### Jeux olympiques
- 2020 à Tokyo,  Japon
  -  Médaille d'argent en K-2 1 000 m
- 2024 à Paris,  France
  -  Médaille d'or en K-4 500 m

### Championnats du monde de course en ligne de canoë-kayak
- 2022 à Dartmouth,  Canada
  -  Médaille d'argent en K-4 500 m
  -  Médaille de bronze en K-1 1 000 m
- 2019 à Szeged,  Hongrie
  -  Médaille d'or en K-2 1 000 m
- 2018 à Montemor-o-Velho,  Portugal
  -  Médaille d'or en K-4 1 000 m

### Championnats d'Europe de course en ligne de canoë-kayak
- 2022 à Munich,  Allemagne
  -  Médaille d'or en K-1 500 m
  -  Médaille d'or en K-4 500 m
- 2021 à Poznań,  Pologne
  -  Médaille d'or en K-2 1 000 m
  -  Médaille d'or en K-2 500 m

### Jeux européens
- Jeux européens de 2023 à Cracovie
  -  Médaille de bronze en K-2 200 m mixte
- Jeux européens de 2019 à Minsk
  -  Médaille d'or en K-2 1 000 m